# Svein Jacobsen
Svein Jacobsen är en norsk orienterare som blev världsmästare i stafett 1978, han har även tagit ett VM-silver och två VM-brons.